# Chimarra segmentipennis
Chimarra segmentipennis is een schietmot uit de familie Philopotamidae. De soort komt voor in het Oriëntaals gebied.